# Émile Victor Giraud
Pour les articles homonymes, voir Giraud.
Emile Victor Giraud, né le 17 juin 1868 à Saint-Sauveur-de-Montagut et mort le 19 décembre 1946  dans la même ville, est un général français de la Première Guerre mondiale, grand-croix de la Légion d'honneur.

## Biographie
Engagé volontaire en 1888, il devient lieutenant le 1er octobre 1892 au sein du 4e Régiment de Zouaves, puis capitaine breveté le 8 octobre 1899 dans le  30e Régiment d'Infanterie.
Promu lieutenant-colonel le 24 décembre 1913, il est au début des hostilités attaché au 1er bureau de l'État-major de l'Armée, où il fait partie de la délégation diplomatique française chargée de négocier à Berne avec les Allemands sur l'échange de prisonniers de guerre, les internés civils et le statut des régions envahies (Accord effectif en mars 1918).
Il devient par la suite colonel le 2 juillet 1915, puis général de brigade le 26 juin 1918. Il est alors affecté au commandement de l'infanterie de la  19e division d'infanterie le 3 juillet 1918, puis Commandant de la 21e division d'infanterie du 27 août 1918 au 14 novembre 1918, date à laquelle il est nommé sous-chef d'État-major de l'Armée et désigné pour le Comité Interallié. 
En tant que général, il prend part en 1918 à la bataille de la Matz, à la bataille de Villers-Cotterêts-La Vesle et à l'offensive des Ardennes.
Promu général de division le 25 juin 1924, il devient alors adjoint à l'Inspecteur-général de l'Infanterie et Inspecteur des Chars de combat. Il est par la suite Conseiller d'État.

## Grades
- Lieutenant (1892)
- Capitaine (1899)
- Lieutenant-colonel (1913)
- Colonel (1915)
- Général de brigade (26 juin 1918)
- Général de division (25 juin 1924)

## Distinctions

### Françaises
- : Grand Croix de la Légion d'honneur le 11 juin 1930[2].
  -  : Grand Officier de la Légion d'honneur le 12 avril 1928
  -  : Commandeur de la Légion d'honneur le 16 juin 1920
  -  : Officier de la Légion d'honneur par décret du 30 décembre 1914
  -  : Chevalier de la Légion d'honneur par décret du 12 juillet 1904
- : Croix de Guerre 1914-1918
- : Médaille interalliée 1914-1918
- : Médaille commémorative de la Grande Guerre

### Étrangères
- : Grand Officier de l'Ordre de la Couronne d'Italie
- : Officier de Nichan Iftikhar ( Tunisie)